# Der Weg (Buch)
Die Publikation Der Weg ist das früheste und am weitesten verbreitete Buch des Opus-Dei-Gründers Josemaría Escrivá de Balaguer y Albás (1902–1975).

## Hintergrund
Das Buch besteht aus 999 Aphorismen, die Escrivás seit 1925 einsetzenden Pastoralbemühungen widerspiegeln. Es erschien erstmals 1934 in Cuenca (Spanien) unter dem Titel Consideraciones Espirituales (Geistliche Betrachtungen). In der erweiterten Auflage, die 1939 in Valencia erschien, erhielt das Buch den Titel Camino. Es hatte bisher eine Auflage von rund 4.500.000 Exemplaren in 43 Sprachen.
Nach Aussagen aus dem Opus Dei sprechen die Aphorismen den Leser direkt an, setzen den christlichen Glauben voraus, und sollen ihn mit den Anforderungen Gottes konfrontieren. Im L’Osservatore Romano, der Zeitung des Vatikans, war aus Anlass des Erscheinens der italienischen Erstausgabe im Jahre 1949 zu lesen: „Prälat Escrivá de Balaguer hat hier nicht nur ein Meisterwerk geschaffen; er hat sein eigenes Herz in die Hände genommen, und seine Betrachtungspunkte gehen zu Herzen“.
Der Spiegel schrieb dagegen: „Escrivas Lehrbuch „Camino“ (Der Weg) besteht aus formelhaften Sprüchen wie: ‚Erniedrige dich. Weißt du nicht, daß du der Abfalleimer bist?‘ Klar wird aber auch, daß Opus-Mitglieder zu Höherem geboren sind: ‚Dich einfügen? Du – in der Masse? Du bist doch zum Führer geboren. Unter uns ist kein Platz für Laue.‘“
Die erste deutsche Übersetzung kam 1957 unter dem Titel „Der Weg“ heraus. Die zweite folgte 1962. Seit der dritten deutschsprachigen Ausgabe ist der spanische Originalton Escrivás an zahlreichen Stellen abgeschwächt: Noch in der zweiten deutschen Ausgabe übersetzte dieses „Lehrbuch der Heiligkeit“ (Osservatore Romano) eine entsprechende Forderung Escrivás wortgetreu: „Den Vorgesetzten blind gehorchen – Weg der Heiligkeit“. Seit der 3. Ausgabe wurde im Widerspruch zu den spanischen Ausgaben „blind gehorchen“ getilgt und durch „mit rückhaltlosem Vertrauen gehorchen“ ersetzt.
Auch namhafte katholische Kirchenleute haben Kritik an dem Buch Escrivás geübt. Der Schweizer Theologe und Kardinal Hans Urs von Balthasar (1905–1988), ein Zeitgenosse Escrivás, schrieb: „Beim Durchblättern der 999 Aphorismen, Sentenzen und Parolen erschrecken wir: Sollte der Verfasser wirklich der Meinung sein, hier eine echte Spiritualität zu entwickeln, gar eine, die ausreicht, um ein so gewaltiges Elitecorps christlich zu ernähren? Es ist ein Handbüchlein für höhere Pfadfinder.“
Der Theologe Pedro Rodríguez veröffentlichte 2002 eine umfangreiche historisch-kritische Ausgabe des Buches.

## Ausgaben
- Josemaría Escrivá de Balaguer, Santo.: Consideraciones espirituales. Cuenca 1934, OCLC 431866620.
- Josemaría Escrivá de Balaguer, Santo.: Camino. C. I. D., Valencia 1939, OCLC 850958486.
- Josemaría Escrivá: Der Weg. Adamas-Verlag, Köln 1984, ISBN 3-920007-80-8.